# Unternehmensberater
Unternehmensberater bieten anderen Organisationen (z. B. Unternehmen, Verwaltungen, Vereinen, Kirchen) eine Beratung als Dienstleistung an. Oft ist das Management der Kunden (beziehungsweise Klienten) Gegenstand der Beratung, dann wird von Managementberatung gesprochen. Manchmal stehen auch fachliche Entscheidungen und Veränderungen im Mittelpunkt, wie zum Beispiel bei speziellen IT- oder Ingenieurleistungen sowie im Personalwesen.

## Begriff und Definitionen
Für die Unternehmensberatung gibt es unterschiedliche Bezeichnungen. Je nach Schwerpunkt der Tätigkeit ist die Abgrenzung oft schwierig. Für einige Berufsbezeichnungen gibt es gesetzliche Restriktionen. Oft wird auch ein Anglizismus wie Consulting für die Beratung an sich und Consultancy oder Consultant für die Organisation oder Person des Beraters oder Business consultant für die Betonung eines bestimmten Schwerpunkts verwendet.
- Wirtschaftsberatung ist keine offizielle Berufsbezeichnung mit gesetzlicher Grundlage.
- Unternehmensberater ist in Österreich eine geschützte Berufsbezeichnung nach der Gewerbeordnung.
- Die Zulässigkeit der Steuerberatung ist in Deutschland im Steuerberatungsgesetz (StBerG) geregelt.
- IT-Beratung ist einerseits ein Schwerpunkt, andererseits oft an bestimmte Produkte gebunden.

## Geschichte

### USA
Beratungsfirmen sind zuerst in den USA im Zusammenhang mit der Etablierung von Management als Gegenstand akademischer Studien entstanden. Die erste Beratungsfirma, Arthur D. Little, wurde 1886 von dem gleichnamigen MIT-Professor gegründet. Obwohl Arthur D. Little später eine allgemeine Beratungsfirma wurde, war sie zunächst auf Beratung in technologischer Forschung spezialisiert. Die Managementberatung entwickelte sich in Amerika im Zuge des Scientific Management, welches von Frederick Winslow Taylor entwickelt wurde. Grafische Methoden hielten bald Einzug in die Arbeit der Berater, beispielsweise durch Henry Laurence Gantts Entwicklung sogenannter Charting Schaubilder oder durch Frank Bunker Gilbreths fotografische Bewegungsstudien.
Booz & Company wurde 1914 von Edwin G. Booz, einem Absolventen der Kellogg School of Management an der Northwestern University gegründet und beriet Privatunternehmen und Regierungsstellen. Die Entwicklung von Unternehmensberatungen wurde in Amerika vor allem durch die Weltwirtschaftskrise beschleunigt. Banken und Investmenthäuser hatten die Kontrolle über ihre Schuldner übernommen. Unternehmensberater unterstützten sie bei deren Sanierung.
1926 gründete James Oscar McKinsey McKinsey & Company in Chicago.
In den 1930er Jahren kam es zu einem vermehrten Wachstum, da durch ein Gesetz den Banken verboten wurde, Beratungs- und Reorganisationsaktivitäten durchzuführen. International kooperierten amerikanische Beratungsunternehmen seit dem Ersten Weltkrieg mit europäischen Beratern oder gründeten eigene Niederlassungen in Europa. Auch konnten europäische Beratungsfirmen, wie jene des Franzosen Charles Bedaux, in den Vereinigten Staaten Fuß fassen.
Nach dem Zweiten Weltkrieg wurden in den USA eine Reihe weiterer bedeutender Beratungsfirmen gegründet, insbesondere Proudfoot Consulting (1946) und die Boston Consulting Group (1963).

### Deutschland
Die ersten Beratungsunternehmen entstanden spätestens zu Beginn der 1920er Jahre. Diese wurden von akademischen Schülern der wissenschaftlichen Betriebsführung in Berlin gegründet. Im Vordergrund standen produktionstechnische Fragen, Betriebsorganisation, Kostenrechnung und -planung. Den ersten Wachstumsschub erlebte die Branche zu Beginn der 1930er Jahre.
Die Berufsbezeichnung „Unternehmensberater“ wurde 1954 im deutschsprachigen Raum mit Gründung des Branchenverbandes, des Bundesverbandes Deutscher Unternehmensberatungen (BDU), eingeführt. Seit 1964 sind McKinsey und A.T. Kearney in Deutschland tätig, 1967 gründete Roland Berger seine Unternehmensberatung.
In den frühen 1960er Jahren kam es zu einer Ausweitung der Unternehmensberatung von den USA auf Europa, ab den 1960er Jahren dominierten amerikanische Firmen weltweit den Markt für Beratungsleistungen.
Während in den Anfangsjahren produktionstechnische Fragestellungen im Mittelpunkt standen, wurden in den 1960er Jahren zunehmend Probleme des Absatzes und des Marketings aktuell. Die 1970er Jahre waren geprägt von Fragen der Organisations- und Personalentwicklung, und seit den 1980er Jahren nahm die Beratung im Bereich EDV beständig zu. In der Wirtschaftskrise 2008/2009 musste die Branche leichte Umsatzrückgänge hinnehmen, die Mitarbeiterzahlen steigen jedoch immer noch an.

## Berufsbild

### Qualifikation

#### Deutschland
In Deutschland unterliegt die Tätigkeit des Unternehmensberaters keinem Berufsschutz. Jeder in der Unternehmensberatung Tätige darf sich Unternehmensberater nennen. Dies führt in der Praxis insbesondere im Bereich der Wirtschaftsberatung zu ungewünschten Erscheinungen: Als Unternehmensberatung getarnt werden Dienstleistungen (beispielsweise Versicherungen oder Software) ausgewählter Vertragspartner angeboten, was mit einem unabhängigen und objektiven Beratungsprozess wenig zu tun hat. In Deutschland unterliegen selbständige und qualifizierte Unternehmensberater in der Regel nicht der Gewerbeordnung, sondern üben eine freiberufliche Tätigkeit aus. Dazu gehört gemäß der in § 18 Abs. 1 EStG aufgeführten Katalogberufe (neben der Tätigkeit von Ärzten, Rechtsanwälten, Ingenieuren, Architekten oder Steuerberatern) auch die selbständige Berufstätigkeit der beratenden Volks- und Betriebswirte. Das Bild des beratenden Wirtschaftsingenieurs oder Betriebswirtes entspricht dabei im Regelfall dem des Unternehmensberaters. Voraussetzung für eine freiberufliche Tätigkeit ist dessen Qualifikation, hier in der Regel ein Hochschulstudium und damit, dass der betreffende Selbständige „auf Grund eigener Fachkenntnisse leitend und eigenverantwortlich tätig wird“ (§ 18 EStG). Eine Ausnahme bildet hierbei der Abschluss Staatlich geprüfter Betriebswirt, der laut ständiger Rechtsprechung des Bundesfinanzhofes das Mindestmaß an Qualifikation für einen beratenden Betriebswirt widerspiegelt. Damit ist durchaus eine Abgrenzung des Berufsbildes möglich. Die Qualifikation zur Unternehmensberatung erlangt aus akademischer Perspektive in der Regel derjenige, der nach einem wirtschaftswissenschaftlichen Hochschulstudium oder einem Hochschulstudium mit betriebswirtschaftlichem Zusatzstudium eine Berufserfahrung von mindestens drei Jahren vorweisen kann oder in diesem Zeitraum als Junior Consultant in einer Unternehmensberatung tätig war. Auch Quereinsteiger sind in der Unternehmensberatung tätig, wenn sie genügend Berufserfahrung vorweisen können; bzw. um entsprechende Unternehmen sinnvoll zu beraten, sind sie oft sogar nötig – wie Mediziner und Chemiker für die Pharmabranche. Als hauptberuflich beratend gilt nach Auffassung der Fachverbände, wer 150 Beratungstage jährlich nachweisen kann. Hinzu kommen Fortbildungen, die mindestens 30 Stunden im Jahr umfassen sollten.

#### Österreich
In Österreich ist der Beruf der Unternehmensberatung gesetzlich definiert. So unterliegen die Unternehmensberater (ca. 12.000) der Gewerbeordnung und sind Mitglieder des Fachverbands UBIT (Unternehmensberatung und Informationstechnologie) in der Wirtschaftskammer Österreich. Die Wirtschaftskammer definiert das Gewerbe so: „Laut GewO § 29 sind für den Umfang der Gewerbeberechtigung insbesondere die für die Ausübung erforderlichen eigentümlichen Arbeitsvorgänge, die historische Entwicklung sowie die in den beteiligten gewerblichen Kreisen bestehenden Anschauungen und Vereinbarungen maßgebend.“ Steuerlich werden Unternehmensberater aber als Freie Berufe behandelt. UBIT bietet den Unternehmensberatern eine (freiwillige) Berufshaftpflichtversicherung und spezielle Standesregeln (proEthik) an.

### Beratungsgrundsätze
Vereinigungen von Unternehmensberatern umschreiben häufig Grundsätze für Beratungen in einem Verhaltenskodex (englisch: Code of Ethics), z. B. die Association of Management Consulting Firms (AMCF), der Bundesverband Deutscher Unternehmensberatungen e. V. (BDU) oder die Fachgruppe beratende Volks- und Betriebswirte im bdvb e. V. sowie der Verband „Die KMU-Berater – Bundesverband freier Berater e. V.“.
Diese enthalten in der Regel folgende Elemente:
- Unabhängigkeit des Unternehmensberaters von Dritten, insbesondere, wenn Entscheidungen über Lieferanten oder andere Marktpartner des Klienten anstehen.
- Objektivität der Beratung unter Berücksichtigung aller Chancen und Risiken.
- Kompetenz: Beraten wird nur in Feldern, in welchen der Unternehmensberater nachweislich Kompetenz erlangt hat.
- Vertraulichkeit: Keine der im Beratungsprozess erworbenen Kenntnisse und Informationen gelangen an Dritte.

In Österreich sind die Berufsgrundsätze der Arbeitsgemeinschaft proEthik ein freiwilliger Bestandteil qualifizierter Unternehmensberatung.

### Ausbildung
Unternehmensberatungen beschäftigen in der Regel Hochschulabsolventen aus nahezu allen Fachrichtungen. Insbesondere bei den großen Gesellschaften sind etwa 50 % Absolventen der Betriebswirtschaftslehre zu finden. Daneben sind besonders die Studiengänge Physik, Mathematik, Pädagogik, Psychologie und Medizin stark vertreten. Zu einem kleinen Anteil werden auch Personen mit Berufserfahrung angestellt.

## Dienstleistung Beratung

### Definition
Die Beratungsdienstleistungen sind eine Bedarfsdeckung Dritter dienende auftragsindividuelle
- interaktive Prozesse
- mit materiellen und immateriellen Wirkungen,
- deren Vollzug und Inanspruchnahme einen synchronen Kontakt zwischen Leistungsgeber und Leistungsnehmer erfordert.[7]

Beratungsdienstleistungen sind auch hochgradig integrativ, da die Nachfrager an der Erstellung der Leistung mitwirken, und daher ist ein hoher Grad an Interaktivität zwischen Berater und Kunden notwendig.
Weitere Merkmale der Dienstleistung Unternehmensberatung sind:
- Qualifikationsdifferenz: Experten verfügen über Wissen, das der Empfänger der Dienstleistung nicht oder nur in geringem Umfang beherrscht
- Singularität: Dienstleistungen sind wegen Interaktivität, Unterschiedlichkeit der Ausgangslagen nicht identisch reproduzierbar, auch nicht ex-ante bestimmbar.
- Indeterminierbarkeit: Dienstleistung entfaltet sich über die Zeit, auch über das Beratungsverhältnis hinaus. Es ist auch persönlich indeterminierbar, weil aus Interaktionen der zu beratenden Personen mit anderen unvorhersehbare Folgewirkungen entstehen können.[8]

Eine Art Produkthaftung besteht für Beratungsleistungen nur insofern, als nachweislich falsche Auskünfte zu Schäden führen. Da der Unternehmensberater in der Regel nicht oder nur partiell an der Umsetzung der erarbeiteten Lösungswege beteiligt ist, kann er für Ausführungsfehler in der Umsetzung ebenso wenig haftbar gemacht werden wie für Ratschläge oder Konzeptionen, die auf Fehl- oder Falschinformationen des Kunden (bzw. Klienten) basieren.

### Beratungsprozess
Der Beratungsprozess ist durch stets wiederkehrende Elemente gekennzeichnet.
Einer Situationsanalyse (IST-Aufnahme) schließt sich die Zielformulierung (SOLL-Zustand) für das Beratungsprojekt an. Ab diesem Zeitpunkt ist eine Kalkulation des voraussichtlichen Beratungsaufwands möglich. Es folgen die Konzeptentwicklung, die Konzeptpräsentationen, ggf. die Mithilfe (Coaching) bei der Umsetzung (Implementierung) sowie ein Maßnahmencontrolling (d. h. eine ständige Überprüfung, ob und inwieweit das gewünschte Ziel schon erreicht wurde).
Der Beratungsprozess erfordert eine Mithilfe des Kunden (bzw. Klienten). Somit stellt Unternehmensberatung eine Dienstleistung unter Einbezug des externen Faktors dar.

### Beratungsrichtungen
Unternehmensberater fokussieren sich üblicherweise auf eines von mehreren Beratungsthemen, wie z. B.:
- Managementberatung (Strategie, Organisation, Führung, Marketing, Produktion, Logistik);
- IT-Beratung (IT-Consulting, System-Integration, IT-Service-Provider);
- Personalberatung (Personal-Recruitment, High Potential Development, Personal Konzepte, Training und Weiterbildung);
- Wirtschaftsprüfung und Steuerberatung;
- Ingenieur-Dienstleistungen.

### Beratungsinhalte
Es lassen sich im Wesentlichen sehr unterschiedliche Beratungsthemen unterscheiden:
- Fusionen/Übernahmen (Unternehmen, Bereiche, Abteilungen)
- Auslagerungen/Outsourcing
- Global Sourcing
- Umstrukturierung / Change Management
- Kostensenkung („Cost Cutting“)
- Einführung neuer Technologien, Arbeitsmethoden und Systeme
- Sicherheitsberatung
- Strategieentwicklung, -planung und Umsetzung
- Interim-Management
- Organisationsdiagnose
- Finanzierungsberatung
- PR-Beratung
- Beschaffungsoptimierung/Einkaufsoptimierung

### Beratungsansätze
In der Beratungsliteratur werden Beratungsarten unterschieden, die sich am tatsächlichen Beratungsgeschäft von Beratungsfirmen orientieren:
- Prozessorientierte Beratung
  - Systemische Unternehmensberatung
  - Organisationsentwicklungs- und Personalentwicklungsberatung
- Inhaltsorientierte Beratung
  - Gutachtenberatung
  - Expertenberatung
- Komplementärberatung

Einer Studie von Walger und Scheller zufolge führten Ende der 1990er Jahre 1,7 % der von ihnen untersuchten Unternehmen Gutachtenberatung, 84,7 % Expertenberatung, 11,4 % Organisationsentwicklungs- und Personalentwicklungsberatung und 2,2 % systemische Beratung durch. Nur ein Teil dieser Aktivitäten kann jedoch auch als Beratung im engeren Sinne verstanden werden, wenn man eine wissenschaftliche Definition zugrunde legt. Sobald der 'Berater' an der Umsetzung von Lösungsvorschlägen beteiligt ist und er dabei als Co-Manager (bezogen auf seine Funktion – nicht: auf die Dauer seiner Anwesenheit im Betrieb) in Erscheinung tritt, würden Sozialwissenschaftler nicht mehr von Beratung sprechen. Dies war jedoch nach Walger und Scheller bei 41 % der Expertenberatung der Fall. Daher können Teile der Expertenberatung (34,7 %) und die gesamte Gutachtenberatung, insgesamt 36,4 % aller untersuchten Beratungsarten, nicht als Beratung im engeren Sinne deklariert werden. Die Systemische Beratung sowie die Organisationsentwicklungs- und Personalentwicklungsberatung entsprechen hingegen qua Definition einem engeren Beratungsverständnis.

## Kritik
Die Hauptkritikpunkte an der Tätigkeit von Unternehmensberatern sind:
- Fragwürdigkeit der Konzepte oder Standardrezepte
- Überteuerung der Honorarmodelle
- Haltlosigkeit der Versprechen
- Fixierung auf Folgeaufträge
- Erzeugung von Abhängigkeiten
- Ausbeutung von Wissen
- schwere Überprüfbarkeit der Qualität der Beraterprodukte
- Alibiverschaffung für unliebsame Management-Entscheidungen.

## Fachorganisationen und Berufsverbände

### Deutschland
- Bundesverband Deutscher Unternehmensberatungen (BDU) e. V., Hauptsitz Bonn, Niederlassungen in Berlin und Brüssel, Mitglied im Personalberaterdachverband European Confederation of Search and Selection Associations (ECSSA) mit Sitz in Brüssel und im International Council of Management Consulting Institutes (ICMCI)
- IBWF Institut für Betriebsberatung, Wirtschaftsförderung und -forschung e. V., Beraternetzwerk für die mittelständische Wirtschaft
- Bundesverband der Wirtschaftsberater BVW e. V., Bundesverband der Wirtschaftsberatenden Berufe, Berufs- und Standesorganisation der Beratenden Volks- und Betriebswirte
- Die KMU-Berater – Bundesverband freier Berater e. V.
- Bundesverband Deutscher Studentischer Unternehmensberatungen e. V.
- JCNetwork e. V. – Dachverband Studentischer Unternehmensberatungen
- Bundesverband Deutscher Volks- und Betriebswirte – Fachgruppe Beratende Volks- und Betriebswirte – (Standesorganisation der Unternehmensberater mit abgeschlossener wirtschaftsakademischer Ausbildung)
- Arbeitskreis IV-Beratung (Informationsverarbeitungsbezogene Unternehmensberatung) in der Gesellschaft für Informatik e. V.

### Österreich
- Fachverband Unternehmensberatung und Informationstechnologie der Wirtschaftskammer Österreich

### Schweiz
- Association of Management Consultants Switzerland ASCO

## Filmografie
- „grow or go“. Die Architekten des „global village“. Dokumentarfilm, Deutschland 2003, 94 Min., Buch: Marc Bauder, Dörte Franke, Regie: Marc Bauder, Produktion: ZDF, Das kleine Fernsehspiel (Vier Absolventen der EBS Universität für Wirtschaft und Recht bei den ersten Schritten auf ihrem Weg, Unternehmensberater zu werden.)
- Gelesen, gelacht, gelocht – Vom Irrsinn der Beraterrepublik auf YouTube (Reportage, 44 Min., Produktion: SWR, Erstsendung: 30. Mai 2005)
- Zeit der Kannibalen, Spielfilm von Johannes Naber, 2014